# Paul Fejos
Paul Fejos, geboren als Pál Fejős (* 24. Januar 1897 in Budapest, Österreich-Ungarn; † 23. April 1963 in New York City, USA), war ein ungarischer Regisseur von Spiel- und Dokumentarfilmen, außerdem in späteren Jahren ein angesehener Anthropologe.

## Leben und Wirken
Der gebürtige Pál Fejős wurde im Ersten Weltkrieg eingezogen und diente als Krankenpfleger im Lazarett. Zurück im Zivilleben, sammelte er erste künstlerische Erfahrungen als Bühnenmaler und Bühnendekorateur an der Oper. 1918 begann er seine Karriere als Spielfilmregisseur im heimatlichen Ungarn, wo er in den folgenden fünf Jahren einige Filme realisierte. Nebenbei schloss er 1921 erfolgreich sein Studium der Medizin ab. Im Oktober 1923 emigrierte Fejos wegen der unsicheren politischen Lage unter Miklós Horthy über Wien, Berlin und Paris nach New York. In den USA versuchte er sich, wenig erfolgreich, in mehreren Jobs, ehe er sich in 1926 in Los Angeles niederließ. Im Jahr darauf wurde sein erstes US-Drehbuch unter dem Titel Land of the Lawless verfilmt, 1928 gab er sein US-Regiedebüt mit dem Drama The Last Moment. Die in Rückblenden erzählte Geschichte von einem Selbstmörder erhielt wegen seines stringenten Aufbaus und der unprätentiösen Bildsprache, der junge und damals weitgehend unbekannte Leon Shamroy bekam viel Lob von der Kritik. Daraufhin erhielt Fejos von den Universal Studios einen Regievertrag.
Auch seine nächste Arbeit, Zwei junge Herzen, die von der kurzen Begegnung eines Mechanikers und einer Telefonistin auf Coney Island erzählt, die sich aus den Augen verlieren und schließlich wiederfinden, fand einige Anerkennung. Fejos größte Aktiva waren hier seine genaue Beobachtungsgabe und sein halbdokumentarischer, nüchterner Erzählstil, der ihn als kritischen Chronisten auszeichnete. Nach ein paar weniger erfolgreichen Inszenierungen in der Übergangszeit vom Stumm- zum Tonfilm, darunter Illusion mit Conrad Veidt, sowie der deutschsprachigen Version eines US-Gefängnisdramas (Menschen hinter Gittern mit Heinrich George und Gustav Diessl) kehrte Fejos nach Europa heim. 1931 setzte er mit wenig Fortüne seine Regietätigkeit in Frankreich fort. Ein Jahr später fand sich Paul Fejos wieder in Ungarn ein. Mit dem Film Marie, von dem auch drei anderssprachige Versionen hergestellt wurden, gelang ihm eine vorzügliche und von der internationalen Kritik hoch gelobt Geschichte von einem aus dem ländlichen Ungarn in die Stadt vertriebenen Bauernmädchen. Der Film lebte stark von Fejos' Fähigkeit, Ungarns Pusztalandschaft perfekt in Szene zu setzen, und der Darstellungskunst der Französin Annabella.
Trotz gewisser Meriten konnte Fejos gleich darauf weder mit seiner Fischer-Geschichte „Menschen im Sturm“ noch mit der österreichischen Alltagsgeschichte „Sonnenstrahl“, in der erneut Annabella auftrat, größere Erfolge feiern. Fejos entschloss sich daraufhin, seine Arbeit als Spielfilmregisseur weitgehend zu beenden und wandte sich stattdessen dem Dokumentarfilm zu. Für die Nordisk Film inszenierte er auf Madagaskar, für die Svensk Filmindustri realisierte er Dokumentationen in Thailand, Neuguinea sowie Mittel- und Südostasien. Nach seiner Expedition für den Dokumentarfilm Yagua kehrte Fejos 1941 von Peru in die USA zurück. In New York berief man Fejos zum Chef der Forschungsabteilung des 1941 gegründeten Viking Fund, einer anthropologischen Forschungsgesellschaft, zu deren Gründung er Axel Wenner-Gren angeregt hatte. 1955 stieg er zum Präsidenten dieser mittlerweile in Wenner-Gren Foundation for Anthropological Research umbenannten Einrichtung auf. Auch hielt er Lesungen an renommierten Universitäten wie Stanford, Yale und Columbia.
Paul Fejos starb 1963 im Alter von 66 Jahren und hinterließ seine Ehefrau, die Anthropologin Lita Binns, die er 1958 geheiratet hatte.

## Filmografie
- 1918: Tláni
- 1919: Pán (auch Drehbuch)
- 1920: Lidércnyomás (auch Co-Drehbuch)
- 1920: Újraélők
- 1921: A fekete kapitány
- 1921: Arsén Lupin utolsó kalandja
- 1922: Szenzáció
- 1923: Egri csillagok (auch Drehbuch, unvollendet)
- 1928: The Last Moment
- 1928: Zwei junge Herzen (Lonesome)
- 1929: Broadway
- 1929: Illusion (The Last Performance)
- 1930: Das Lied der Freiheit (Der Kapitän der Garde) (Captain of the Guard) (ungenannt, ersetzt durch John S. Robertson)
- 1930: Menschen hinter Gittern (Men Behind Bars)
- 1930: Révolte dans la prison
- 1931: L’amour à l’américaine (nur künstlerische Oberleitung)
- 1932: Fantômas (auch Drehbuch)
- 1932: Tavaszi zápor
- 1932: Marie, eine ungarische Legende (Marie, légende hongroise)
- 1932: Prima dragoste
- 1932: Tempêtes
- 1932: Menschen im Sturm (Itél a Balaton)
- 1933: Sonnenstrahl (auch Co-Drehbuch)
- 1933: Gardez le sourire
- 1934: Frühlingsstimmen
- 1934: Flugten fra millonerne (auch Drehbuch)
- 1935: Fange Nr. 1
- 1935: Det gyldne smil (auch Drehbuch, mit Anne Mauclair)
- 1936: Svarta horisonter (sechsteilige Kurzdokumentarfilmreihe)
- 1937: Stammen lever an (Kurzdokumentarfilm)
- 1937: Bambualdern på Mantaivei (Kurzdokumentarfilm)
- 1937: Houdingens son är död (Kurzdokumentarfilm)
- 1937: Draken på Komodo (Kurzdokumentarfilm)
- 1937: Byn vid den trivsamma brunnen (Kurzdokumentarfilm)
- 1938: Tambora (Kurzdokumentarfilm)
- 1938: Attsegla är noduaandigt (Kurzdokumentarfilm)
- 1938: En handfull ris (Dokumentarfilm)
- 1939: Eine Handvoll Reis (Man och kvinna) (Co-Regie, Co-Drehbuch)
- 1941: Yagua (Kurzdokumentarfilm)

## Belege
1. ↑  Eintrag Wenner-Gren Foundation for Anthropological Research in: Bernard Wood (Hrsg.): Wiley-Blackwell Encyclopedia of Human Evolution. 2 Bände. Wiley-Blackwell, Chichester u. a. 2011, ISBN 978-1-4051-5510-6.

| Personendaten    | Personendaten                                                      |
| ---------------- | ------------------------------------------------------------------ |
| NAME             | Fejos, Paul                                                        |
| ALTERNATIVNAMEN  | Fejős, Pál (Geburtsname)                                           |
| KURZBESCHREIBUNG | ungarisch-amerikanischer Regisseur von Spiel- und Dokumentarfilmen |
| GEBURTSDATUM     | 24. Januar 1897                                                    |
| GEBURTSORT       | Budapest, Österreich-Ungarn                                        |
| STERBEDATUM      | 23. April 1963                                                     |
| STERBEORT        | New York City, USA                                                 |